# میهائلا استینولتس
میهائلا استینولتس (به انگلیسی: Mihaela Stănuleţ) ژیمناست زادهٔ ۵ ژوئیهٔ ۱۹۶۶ میلادی اهل کشور رومانی است.